# Šime Vrsaljko
Šime Vrsaljko (Zadar, 10 de enero de 1992) es un exfutbolista croata que jugaba de defensa.

## Trayectoria
En 2009, y tras formarse en las filas inferiores del G. N. K. Dinamo Zagreb, se fue en calidad de cedido al N. K. Lokomotiva. En 2010 volvió al G. N. K. Dinamo Zagreb, ganando ese mismo año la Primera División de Croacia y la Supercopa de Croacia. Un año después ganó de nuevo la Primera División de Croacia y la Copa de Croacia, al igual que en 2012. En 2013 ganó su cuarta liga y su segunda Supercopa de Croacia. 
El 12 de julio de 2013 fichó por el Genoa C. F. C., por cuatro millones de euros. En el verano de 2014 abandona el Genoa para incorporarse a la disciplina del Sassuolo por un precio de 3 500 000 euros.
El 5 de julio de 2016 se hizo oficial su fichaje por el Club Atlético de Madrid por un valor de 16 000 000 €, además de otros posibles 2 000 000 € en variables.
El 31 de julio de 2018 el equipo madrileño anunció que había llegado a un acuerdo con el Inter de Milán para la cesión del jugador con opción de compra. Comenzó la temporada siendo titular, pero poco a poco perdió protagonismo hasta que en febrero una lesión de rodilla le dejó fuera del terreno de juego durante ocho meses. De esta manera, el Inter de Milán le dejó sin ficha y el jugador volvió a Madrid para recuperarse una vez se operase.
El 11 de mayo de 2022 alcanzó los cien partidos con el Atlético de Madrid, por lo que se le iba a colocar una placa en el Paseo de Leyendas del Estadio Metropolitano. Ese acabó siendo su último encuentro con la camiseta rojiblanca, marchándose a final de temporada una vez finalizó su contrato. Entonces se marchó al Olympiacos F. C. griego para jugar con ellos hasta 2025. Sin embargo, en el mes de noviembre rescindió su contrato y en marzo de 2023 puso fin a su carrera.

## Selección nacional
Fue llamado por primera vez para jugar con la selección de fútbol de Croacia el 2 de noviembre de 2010 para la clasificación para la Eurocopa 2012 contra Malta, aunque no llegó a jugar. Finalmente debutó el 9 de febrero de 2011 en un partido amistoso contra la República Checa. Formó parte de la lista preliminar para jugar la Eurocopa 2012, aunque finalmente Slaven Bilić no le apuntó en la lista final. Sin embargo, una semana después fue llamado para disputar el torneo tras la lesión de Ivo Iličević. Finalmente no llegó a disputar ninguno de los tres partidos que jugó la selección en el torneo.
Fue elegido como uno de los 23 jugadores que disputarían la Copa Mundial de fútbol de 2014 para representar a Croacia bajo las órdenes de Niko Kovač.
El 4 de junio de 2018 el seleccionador Zlatko Dalić lo incluyó en la lista de 23 para el Mundial, siendo el lateral derecho titular de la selección croata, disputando todos los partidos exceptuando el Croacia - Islandia, y obteniendo el subcampeonato mundial para la selección de fútbol de Croacia.

### Participaciones en Copas del Mundo
| Mundial           | Sede   | Resultado      | Partidos | Goles |
| ----------------- | ------ | -------------- | -------- | ----- |
| Copa Mundial 2014 | Brasil | Fase de grupos | 2        | 0     |
| Copa Mundial 2018 | Rusia  | Subcampeón     | 6        | 0     |

### Participaciones en Eurocopas
| Eurocopa      | Sede              | Resultado        | Partidos | Goles |
| ------------- | ----------------- | ---------------- | -------- | ----- |
| Eurocopa 2012 | Polonia · Ucrania | Fase de grupos   | 0        | 0     |
| Eurocopa 2016 | Francia           | Octavos de final | 2        | 0     |
| Eurocopa 2020 | Europa            | Octavos de final | 2        | 0     |

## Estadísticas

### Clubes
Actualizado al último partido disputado de su carrera.
| N. K. Lokomotiva · Croacia       | 1.ª           | 2009-10       | 17  | 0 | 0  | 0 | —  | — | 17  | 0 |
| N. K. Lokomotiva · Croacia       | Total club    | Total club    | 17  | 0 | 0  | 0 | 0  | 0 | 17  | 0 |
| G. N. K. Dinamo Zagreb · Croacia | 1.ª           | 2009-10       | 10  | 0 | 0  | 0 | —  | — | 10  | 0 |
| G. N. K. Dinamo Zagreb · Croacia | 1.ª           | 2010-11       | 16  | 1 | 4  | 0 | 8  | 0 | 28  | 1 |
| G. N. K. Dinamo Zagreb · Croacia | 1.ª           | 2011-12       | 22  | 0 | 8  | 0 | 8  | 0 | 38  | 0 |
| G. N. K. Dinamo Zagreb · Croacia | 1.ª           | 2012-13       | 25  | 0 | 2  | 0 | 7  | 0 | 34  | 0 |
| G. N. K. Dinamo Zagreb · Croacia | Total club    | Total club    | 73  | 1 | 14 | 0 | 23 | 0 | 110 | 1 |
| Genoa C. F. C. · Italia          | 1.ª           | 2013-14       | 22  | 0 | 1  | 0 | —  | — | 23  | 0 |
| Genoa C. F. C. · Italia          | Total club    | Total club    | 22  | 0 | 1  | 0 | 0  | 0 | 23  | 0 |
| U. S. Sassuolo Calcio · Italia   | 1.ª           | 2014-15       | 21  | 0 | 1  | 0 | —  | — | 22  | 0 |
| U. S. Sassuolo Calcio · Italia   | 1.ª           | 2015-16       | 35  | 0 | 1  | 0 | —  | — | 36  | 0 |
| U. S. Sassuolo Calcio · Italia   | Total club    | Total club    | 56  | 0 | 2  | 0 | 0  | 0 | 58  | 0 |
| Atlético de Madrid · España      | 1.ª           | 2016-17       | 14  | 0 | 6  | 1 | 5  | 0 | 25  | 1 |
| Atlético de Madrid · España      | 1.ª           | 2017-18       | 21  | 0 | 3  | 0 | 5  | 0 | 29  | 0 |
| Inter de Milán · Italia          | 1.ª           | 2018-19       | 10  | 0 | 1  | 0 | 2  | 0 | 13  | 0 |
| Inter de Milán · Italia          | Total club    | Total club    | 10  | 0 | 1  | 0 | 2  | 0 | 13  | 0 |
| Atlético de Madrid · España      | 1.ª           | 2019-20       | 5   | 0 | 0  | 0 | 2  | 0 | 7   | 0 |
| Atlético de Madrid · España      | 1.ª           | 2020-21       | 9   | 0 | 1  | 1 | 0  | 0 | 10  | 1 |
| Atlético de Madrid · España      | 1.ª           | 2021-22       | 21  | 1 | 3  | 0 | 5  | 0 | 29  | 1 |
| Atlético de Madrid · España      | Total club    | Total club    | 70  | 1 | 13 | 2 | 17 | 0 | 100 | 3 |
| Olympiacos F. C. · Grecia        | 1.ª           | 2022-23       | 3   | 0 | 0  | 0 | 6  | 0 | 9   | 0 |
| Olympiacos F. C. · Grecia        | Total club    | Total club    | 3   | 0 | 0  | 0 | 6  | 0 | 9   | 0 |
| Total carrera                    | Total carrera | Total carrera | 251 | 2 | 31 | 2 | 48 | 0 | 330 | 4 |
| 1. 2.                            |               |               |     |   |    |   |    |   |     |   |

## Palmarés

### Campeonatos nacionales
| Título                      | Club                   | País    | Año  |
| --------------------------- | ---------------------- | ------- | ---- |
| Primera División de Croacia | G. N. K. Dinamo Zagreb | Croacia | 2010 |
| Supercopa de Croacia        | G. N. K. Dinamo Zagreb | Croacia | 2010 |
| Primera División de Croacia | G. N. K. Dinamo Zagreb | Croacia | 2011 |
| Copa de Croacia             | G. N. K. Dinamo Zagreb | Croacia | 2011 |
| Primera División de Croacia | G. N. K. Dinamo Zagreb | Croacia | 2012 |
| Copa de Croacia             | G. N. K. Dinamo Zagreb | Croacia | 2012 |
| Primera División de Croacia | G. N. K. Dinamo Zagreb | Croacia | 2013 |
| Supercopa de Croacia        | G. N. K. Dinamo Zagreb | Croacia | 2013 |
| Primera División de España  | Atlético de Madrid     | España  | 2021 |

### Campeonatos internacionales
| Título                 | Club               | Sede | Año  |
| ---------------------- | ------------------ | ---- | ---- |
| Liga Europa de la UEFA | Atlético de Madrid | Lyon | 2018 |